# La Ligne de vie (bande dessinée)
Pour l’article homonyme, voir La Ligne de vie.
La Ligne de vie est un album de bande dessinée de la série Corto Maltese. Publié en 2024, il est le cinquième des auteurs Juan Díaz Canales et Rubén Pellejero qui ont repris la série après la mort de Hugo Pratt.  Il porte de n° 17 de la série.  

## Résumé
En 1928 au Mexique, Bouche dorée vient à la rencontre de Corto Maltese alors que celui-ci retape son voilier, La Niña de Gibraltar. Elle lui propose de négocier des antiquités mayas en jade auprès d'un archéologue pilleur de trésors. L'intrigue devient complexe ; Corto retrouve trois anciens compagnons : l'Irlandaise Banshee, le Russe Raspoutine et un personnage secondaire aperçu dans Tango, l'Argentin Pinti Larregui. Il s'oppose à l'aviateur Charles Lindbergh, qui soutient le pouvoir central.

## Analyse

### Origine de l'intrigue
L'épisode se déroule en pleine guerre des Cristeros (1926-1929) : une partie de la population catholique et rurale a besoin d'armes pour s'opposer aux troupes gouvernementales qui cherchent à affaiblir l'influence de l'Église.

## Jugements sur l'album
France Info juge l'album « brillant » et pointe qu'il « renoue avec les fondamentaux » de la série. Pour La Ligne claire, l'épisode est « digne de Hugo Pratt ».

## Éditions
Le 30 octobre 2024 l'album paraît simultanément en France en deux éditions :
- pages noir et blanc, relié à couverture cartonnée ;
- 78 pages couleur, relié à couverture cartonnée.